# Edward Theuns
Edward Theuns (Gand, 30 aprile 1991) è un ciclista su strada e pistard belga che corre per il team Lidl-Trek. Professionista dal 2014, ha vinto una tappa al BinckBank Tour 2017.

## Palmarès
- 2010 (VL Technics-Abutriek, una vittoria)

4ª tappa Triptyque des Monts et Châteaux (Castello di Belœil > Tournai)
- 2013 (VL Technics-Abutriek, una vittoria)

2ª tappa, 1ª semitappa Triptyque des Monts et Châteaux (Bernissart, cronometro)
- 2014 (Topsport Vlaanderen-Baloise, una vittoria)

Grote Prijs Stad Zottegem
- 2015 (Topsport Vlaanderen-Baloise, tre vittorie)

Profronde van Drenthe
5ª tappa Quatre Jours de Dunkerque (Cappelle-la-Grande > Dunkerque)
3ª tappa Eurométropole Tour (Blankenberge > Nieuwpoort)
- 2016 (Trek-Segafredo, una vittoria)

1ª tappa Giro del Belgio (Buggenhout > Knokke-Heist)
- 2017 (Trek-Segafredo, due vittorie)

4ª tappa BinckBank Tour (Lanaken > Lanaken)
6ª tappa Presidential Cycling Tour of Turkey (Istanbul > Istanbul)
- 2019 (Trek-Segafredo, una vittoria)

Primus Classic
- 2021 (Trek-Segafredo, una vittoria)

5ª tappa Tour de Hongrie (Budapest > Budapest)
- 2025 (Lidl-Trek, una vittoria)

Bredene Koksijde Classic

### Altri successi
- 2013 (VL Technics-Abutriek)

Classifica scalatori Giro della Regione Friuli Venezia Giulia
- 2015 (Topsport Vlaanderen-Baloise)

Classifica a punti Étoile de Bessèges
- 2017 (Trek-Segafredo)

Classifica a punti Presidential Cycling Tour of Turkey
- 2023 (Trek-Segafredo)

Ruddervoorde Koerse
Japan Cup Criterium

## Piazzamenti

### Grandi Giri
- Giro d'Italia

2022: 131º
2024: 113º
- Tour de France

2016: ritirato (13ª tappa)
2018: 88º
2020: 119º
2021: 104º
2025: 159º
- Vuelta a España

2017: 91º
2019: 133º
2023: 128º

### Classiche monumento
- Milano-Sanremo

2018: 39º
2019: 82º
- Giro delle Fiandre

2014: ritirato
2015: 91º
2016: 38º
2017: 57º
2018: ritirato
2019: 57º
2020: 74º
2021: 58º
2022: 67º
2023: 44º
2024: ritirato
2025: ritirato
- Parigi-Roubaix

2014: 107º
2015: 53º
2017: 8º
2018: 24º
2019: 55º
2021: ritirato
2022: ritirato
2023: 73º
2024: 47º
2025: ritirato
- Liegi-Bastogne-Liegi

2014: ritirato

### Competizioni mondiali
- Campionati del mondo

Toscana 2013 - In linea Under-23: ritirato
Ponferrada 2014 - Cronosquadre: 17º
Bergen 2017 - Cronosquadre: 12º

### Competizioni europee
- Campionati europei su strada

Herning 2017 - In linea Elite: 6º
Alkmaar 2019 - In linea Elite: 23º
Monaco di Baviera 2022 - In linea Elite: 29º
Drenthe 2023 - In linea Elite: ritirato
Limburgo 2024 - Staffetta mista Elite: 3º
Limburgo 2024 - In linea Elite: 32º